# Marcel Mathis
Marcel Mathis, född 24 december 1991, är en österrikisk före detta alpin skidåkare som tävlar på världscupnivå och för Douanes SC Le Grand Bornand. Han har två tredjeplatser som bästa resultat i världscupen – båda i storslalom.